# Carlo Cassa
Carlo Cassa is een Italiaans waterskiër.

## Levensloop
Cassa werd tweemaal Europees kampioen in de Formule 1 van het waterski racing. Daarnaast behaalde hij viermaal brons op het wereldkampioenschap.

## Palmares
Formule 1
- 1989:  Europees kampioenschap
- 1992:  Europees kampioenschap
- 1993:  Wereldkampioenschap
- 1994:  Diamond Race
- 1995:  Wereldkampioenschap
- 1996:  Europees kampioenschap
- 1996:  Diamond Race
- 1998:  Diamond Race
- 1999:  Diamond Race
- 2000:  Diamond Race
- 2001:  Wereldkampioenschap
- 2002:  Europees kampioenschap
- 2005:  Wereldkampioenschap